# 喬科裸背電鰻
喬科裸背電鰻，為輻鰭魚綱電鰻目裸背電鰻科的其中一種，為熱帶淡水魚，分布於南美洲哥倫比亞Baudó及Atrato河流域，體長可達26公分，棲息在底中層水域，生活習性不明。

## 扩展阅读
維基物種上的相關：喬科裸背電鰻